# Собор Різдва Христового (Стародуб)
Різдвяний козацький собор — православний трибаневий купольний храм в стилі українського бароко в місті Стародуб Брянської області. Розташований в центрі міста.
Храм був побудований на місці дерев'яної церкви 1617 року, яка згоріла у великій пожежі в місті, в 1677 році у часи, коли Стародубщина входила у склад Війська Запорозького. Будівля споруджена з цегли і пізніше поштукатурена. З початку XVIII століття він став соборним храмом Стародуба, а при гетьманщині — полковим собором стародубського полку.
У 1744 році будівля обгоріла, при відновленні його архітектура не змінилася. У радянські часи храм був закритий, і використовувався як склад. У 1980-х роках богослужіння було відновлено. Поруч побудована невелика дзвіниця.
Влітку 2013 року традиційне покриття храму з білого заліза замінили на покриття золотистого кольору, а на ньому встановили нові восьмикінечні московські хрести «під золото», яких ніколи не було. Всі ці поновления викликали протести ревнителів старовини.